# Det sista mötet
Det sista mötet är ett seriealbum om pälsjägaren Buddy Longway. Utgiven i original 1986 och på svenska 1987. Svensk text av Lennart Hartler.

## Handling
Buddy Longway reser med den svårt skadade Grå Molnet, som vet var Chinook och Kathleen är. Grå Molnet är nära att dö, när den urgamla kvinnan Vis Men Tokig dyker upp och för dem till hennes läger, där hon räddar Grå Molnets liv.
Vis Men Tokig träffade som tonåring Buddys pappa Harold, som kom till deras stam. Hon berättar vad han berättade för henne och berättar om Harold och hur hon blev förälskad i honom. Hon hade dock en uppvaktare i Svarta Hjorten som blev allt mer svartsjuk.
När Harold beslutar sig att resa tillbaka för att leta reda på sin son Buddy (som han lämnat i vård hos sin bror) inser han för sent vilka känslor Vis Men Tokig haft för honom. Svarta Hjorten tror att de rest iväg tillsammans och rider efter och dödar Harold. När han förstår att Vis Men Tokig stått beredd att gifta sig med honom och inte Harold, hugger han av sig handen och lämnar stammen.
För Vis Men Tokig är Buddys ankomst slutet på hennes väntan (hon hade sett i en syn att Harolds son skulle komma). De röker den heliga pipan tillsammans och Buddy rider den sista etappen som ska föra honom till hustu och dotter.
Han ser dem rida tillsammans med den övriga stammen och rider emot dem då ett snöskred begraver dem framför hans ögon. När han kommer fram visar det sig att en gammal och förvirrad Svarta Hjorten slagit till deras hästar så att de undkommit snöraset, men i gengäld följt med själv.
Buddy, Chinook och Kathleen är återförenade och tror att Jeremias har goda förutsättningar att kunna hitta dem.

## Återkommande karaktärer
- Grå Molnet, siouxindian